# Павлівська Друга сільська рада
Павлі́вська Дру́га сільська́ ра́да — адміністративно-територіальна одиниця та орган місцевого самоврядування в Лозівському районі Харківської області. Адміністративний центр — село Павлівка Друга.

## Загальні відомості
Павлівська Друга сільська рада утворена в 1918 році.
- Територія ради: 38,216 км²
- Населення ради: 500 осіб (станом на 2001 рік)
- Територією ради протікає річка Берека.

## Населені пункти
Сільській раді підпорядковані населені пункти:
- с. Павлівка Друга
- с. Бакшарівка
- с. Зелений Гай
- с. Новоселівка

## Склад ради
Рада складається з 12 депутатів та голови.
- Голова ради: Долгополов Віктор Тарасович
- Секретар ради: Макодзеба Людмила Іванівна

### Керівний склад попередніх скликань
| Прізвище, ім'я, по батькові | Основні відомості                                                                                   | Дата обрання | Дата звільнення |
| --------------------------- | --------------------------------------------------------------------------------------------------- | ------------ | --------------- |
| Долгополов Віктор Тарасович | Сільський голова, 1971 року народження, освіта вища, член Партії промисловців і підприємців України | 26.03.2006   | 31.10.2010      |
| Долгополов Віктор Тарасович | Сільський голова, 1971 року народження, освіта вища, безпартійний                                   | 31.10.2010   |                 |

Примітка: таблиця складена за даними сайту Верховної Ради України

### Депутати
За результатами місцевих виборів 2010 року депутатами ради стали:

#### За суб'єктами висування
| Суб'єкт висування                                       | Кількість обраних депутатів | %    |
| ------------------------------------------------------- | --------------------------- | ---- |
| Партія регіонів                                         | 9                           | 75   |
| Самовисування                                           | 2                           | 16,7 |
| Політична партія Всеукраїнське об'єднання «Батьківщина» | 1                           | 8,3  |

#### За округами
| № округу                                                | Прізвище, ім'я, по батькові       | Дата визнання обраним | Освіта             | Партійна приналежність | Відомості про обраного депутата                    |
| ------------------------------------------------------- | --------------------------------- | --------------------- | ------------------ | ---------------------- | -------------------------------------------------- |
| Партія регіонів                                         |                                   |                       |                    |                        |                                                    |
| 1                                                       | Шевченко Ніна Іванівна            | 02.11.2010            | середня спеціальна | позапартійна           | тимчасово не працює                                |
| 2                                                       | Шевченко Олексій Іванович         | 02.11.2010            | середня            | позапартійний          | тимчасово не працює                                |
| 3                                                       | Щирова Оксана Олександрівна       | 02.11.2010            | середня            | позапартійна           | ТОВ «Павлівський», комірник                        |
| 4                                                       | Мирна Марина Йосипівна            | 02.11.2010            | середня            | позапартійна           | тимчасово не працює                                |
| 5                                                       | Сулим Олексій Миколайович         | 02.11.2010            | вища               | позапартійний          | Павлівська загальноосвітня школа, вчитель          |
| 6                                                       | Гончарова Ольга Василівна         | 02.11.2010            | середня            | позапартійна           | тимчасово не працює                                |
| 7                                                       | Гончаренко Сергій Миколайович     | 02.11.2010            | середня спеціальна | позапартійний          | тимчасово не працює                                |
| 8                                                       | Макодзеба Людмила Іванівна        | 02.11.2010            | середня спеціальна | позапартійна           | Павлівська Друга сільська рада, секретар           |
| 9                                                       | Мирна Світлана Миколаївна         | 02.11.2010            | середня            | позапартійна           | пенсіонер                                          |
| Політична партія Всеукраїнське об'єднання «Батьківщина» |                                   |                       |                    |                        |                                                    |
| 12                                                      | Мирошниченко Тетяна Костянтинівна | 02.11.2010            | вища               | позапартійна           | Павлівська Друга сільська рада, головний бухгалтер |
| Самовисування                                           |                                   |                       |                    |                        |                                                    |
| 10                                                      | Гнідь Іван Миколайович            | 09.01.2011            | середня            | позапартійний          | тимчасово не працює                                |
| 11                                                      | Шевченко Володимир Миколайович    | 02.11.2010            | вища               | позапартійний          | тимчасово не працює                                |